# Комбинаторика
Комбинаториката е сред най-старите и силно развити дялове на математиката и по-специално на дискретната математика. Основен обект, с който се занимава комбинаториката, е комбинаторната конфигурация. В областта на комбинаториката са се оформили две проблеми области: изброителна комбинаторика и структурна комбинаторика.

## Основни правила на комбинаториката

### Правило за събиране
Ако елементът а може да бъде избран по m начина, a елементът b по n различни начина, изборът на „а или b“ може да се извърши по m + n начина. Правилото за събиране може да се обобщи за повече от две множества. Трябва броят на всички обекти да е равен на сбора от броя им в отделните групи.

### Правило за умножение
Ако елементът а може да бъде избран по m начина и при всеки избор на а елементът b може да бъде избран по n начина, то изборът на наредената двойка (а,b) може да стане по m.n начина. Правилото за умножение може да се обобщи за намиране броя на наредени тройки обекти, наредени четворки обекти.

## Пермутации
Пермутация без повторение наричаме конфигурация от {\displaystyle n}-елементно множество, от което трябва да изберем всичките {\displaystyle n} елемента, като редът е от значение. Броят на конфигурациите е {\displaystyle n!} (ен факториел) и има стойност {\displaystyle n!=n.(n-1).(n-2)...3.2.1}.
Прост пример за една комбинаторна задача е: „По колко начина може да се нареди едно тесте от n карти?“. Отговорът е {\displaystyle n!}.
Пермутация с повторение наричаме съединение на {\displaystyle n}-елемента от {\displaystyle n} – елементно множество, като редът е от значение, при което някои елементи от множеството могат да се повтарят в съединението. Броят на всичките конфигурации е {\displaystyle n}{\displaystyle n}. Например конфигурациите на нуклеотидните бази в генома могат да се представят като пермутации с повторение от 4-елементно множество: AAAA, ACGT, TTAC и т.н. Техните конфигурации са 256 на брой.

## Вариации

### Определение и примери
Вариациите без повторение на n елемента от k-ти клас (k < n) се наричат такива съединения, всяко от които съдържа по k различни елемента от дадените n и се различават едно от друго или по елементите, или по реда на елементите. Разликата между вариациите и пермутациите на елементите на някакво множество е единствено в това, че в една вариация не е задължително да участват всички елементи на множеството. Ясно е, че всяка пермутация е вид вариация (от n елемента n-ти клас), докато обратното не е вярно.
Пример: В дисциплината троен скок на световното първенство по лека атлетика участват 8 състезателки. По колко различни начина могат да се разпределят златния, сребърния и бронзовия медал, ако се знае, че представителката на България със сигурност ще вземе златния медал?
Решение: {\displaystyle V_{7}^{2}={\frac {7!}{\left(7-2\right)!}}=42}

### Формула за броя на вариациите
Броят на различните вариации от {\displaystyle n} елемента от {\displaystyle k}-ти клас се означава с {\displaystyle V_{n}^{k}}.
{\displaystyle V_{n}^{k}={\frac {n!}{\left(n-k\right)!}}} е броят на вариациите без повторение от {\displaystyle n} елемента от {\displaystyle k}-ти клас.
От определенията на пермутациите и вариациите следва, че пермутациите на {\displaystyle n} елемента могат да се разглеждат като вариации от {\displaystyle n} елемента от {\displaystyle n}-ти клас.

## Комбинации

### Определение и примери
Комбинации без повторение от n-елемента от k-ти клас се наричат такива съединения, всяко от които съдържа по k различни елемента от дадените n и се различават едно от друго с поне 1 елемент.
Пример: В един клас има 20 ученика и 15 ученички. За изпълнение на дадена задача на класа трябва да изберат 5 ученика, от които 3 момчета и 2 момичета. Намерете по колко различни начина може да стане този избор.
Решение:{\displaystyle V_{20}^{3}={\frac {20!}{(20-3)!}}={\frac {20!}{17!}}=20\cdot 19\cdot 18=6840}{\displaystyle V_{15}^{2}={\frac {15!}{(15-2)!}}={\frac {15!}{13!}}=15\cdot 14=210}{\displaystyle {\frac {V_{20}^{3}}{3!}}\cdot {\frac {V_{15}^{2}}{2!}}={\frac {210\cdot 6840}{12}}={\frac {210\cdot 6840}{12}}={\frac {1436400}{12}}=119700}Отговор: Изборът може да стане по 119700 начина.

### Формула за броя на комбинациите
Броят на различните комбинации без повторение от n-елемента от k-ти клас се означава с C(n,k) или Ckn.
Броят на комбинациите от n-елемента от k-ти клас е:
{\displaystyle C_{n}^{k}={\frac {V_{n}^{k}}{P_{k}}}={\frac {n\cdot ({n-1})\cdot ({n-2})\cdots ({n-k+1})}{k(k-1)\cdots 3\cdot 2\cdot 1}}}

## Изброителна комбинаторика
Основен проблем на изброителната комбинаторика е по зададено множество и правила за комбиниране, да се намери броя на получаващите се комбинаторни конфигурации. Разглеждат се правила, при които комбинаторните конфигурации да бъдат краен брой.

### Принципи на изброителната комбинаторика
Принцип на чекмеджетата (принцип на Дирихле) Нека Х е множество с к елемента (които ще наричаме предмети), а У е множество от р елемента (които ще наричаме чекмеджета) и к > р. Както и да поставим всички предмети в чекмеджетата, поне в едно чекмедже ще има поне два предмета.
Принцип на биекцията Нека Х и У са крайни множества, |X| = k и |Y| = р. Съществува биекция f: X->Y, тогава и само тогава, когато к = р.